# Leptoneta
Leptoneta är ett släkte av spindlar. Leptoneta ingår i familjen Leptonetidae. Släktet finns troligen endast runt medelhavet. 

## Dottertaxa tillLeptoneta, i alfabetisk ordning[1]
- Leptoneta abeillei
- Leptoneta alpica
- Leptoneta anocellata
- Leptoneta arquata
- Leptoneta berlandi
- Leptoneta brunnea
- Leptoneta cavalairensis
- Leptoneta changlini
- Leptoneta ciaisensis
- Leptoneta comasi
- Leptoneta condei
- Leptoneta conimbricensis
- Leptoneta convexa
- Leptoneta coreana
- Leptoneta corsica
- Leptoneta crypticola
- Leptoneta fagei
- Leptoneta falcata
- Leptoneta fouresi
- Leptoneta handeulgulensis
- Leptoneta hangzhouensis
- Leptoneta hogyegulensis
- Leptoneta hongdoensis
- Leptoneta huanglongensis
- Leptoneta huisunica
- Leptoneta hwanseonensis
- Leptoneta infuscata
- Leptoneta insularis
- Leptoneta jangsanensis
- Leptoneta jeanneli
- Leptoneta kernensis
- Leptoneta lantosquensis
- Leptoneta leucophthalma
- Leptoneta lingqiensis
- Leptoneta maculosa
- Leptoneta manca
- Leptoneta miaoshiensis
- Leptoneta microdonta
- Leptoneta microphthalma
- Leptoneta monodactyla
- Leptoneta namhensis
- Leptoneta nigrabdomina
- Leptoneta olivacea
- Leptoneta paikmyeonggulensis
- Leptoneta paroculus
- Leptoneta patrizii
- Leptoneta proserpina
- Leptoneta sandra
- Leptoneta secula
- Leptoneta serbariuana
- Leptoneta simboggulensis
- Leptoneta soryongensis
- Leptoneta spinipalpus
- Leptoneta taeguensis
- Leptoneta taiwanensis
- Leptoneta taizhensis
- Leptoneta taramellii
- Leptoneta trabucensis
- Leptoneta trispinosa
- Leptoneta tunxiensis
- Leptoneta unispinosa
- Leptoneta waheulgulensis
- Leptoneta vittata
- Leptoneta xui
- Leptoneta yebongsanensis
- Leptoneta yongdamgulensis
- Leptoneta yongyeonensis